# Port Bazinul Nou
Port Bazinul Nou Galați este un operator portuar din România.
Port Bazinul Nou este deținut de compania Metaltrade care mai deține și operatorul portuar Port Docuri, tot din Galați.
În primele nouă luni din 2007, compania a obținut un venit de 26,4 milioane lei (circa opt milioane de euro).